# جون إف. كارلسون
جون إف. كارلسون (بالسويدية: John Fabian Carlson)‏ (بالإنجليزية: John F. Carlson)‏ هو رسام وفنان أمريكي وسويدي، ولد في 5 مايو 1875 في السويد، وتوفي في 19 مايو 1947.